# Artagnan
 Artagnan  es una comuna y población de Francia, en la región de Mediodía-Pirineos, departamento de Altos Pirineos, en el distrito de Tarbes y cantón de Vic-en-Bigorre.
Su población en el censo de 1999 era de 433 habitantes.
No está integrada en ninguna Communauté de communes.

## Demografía
| 498 | 480 | 440 | 431 | 436 | 435 | 472 |
| Para los censos de 1962 a 1999 la población legal corresponde a la población sin duplicidades (Fuente: INSEE [Consultar]) |     |     |     |     |     |     |